# Florin Abelès
Florin Abelès (1922 - 2005) foi um físico francês.
Tornou-se conhecido internacionalmente pelas suas desbertas em óptica, nomeadamente no domínio das camadas finas e elipsometria. Fundou em 1969 a revista internacional  "Optics Communications",  onde foi  editor-chefe até 1993.